# Bitwa pod Ximucheng
Bitwa pod Ximucheng – starcie zbrojne, które miało miejsce w dniach 30–31 lipca 1904 roku w trakcie wojny rosyjsko-japońskiej.
30 lipca marszałek Iwao Ōyama rozkazał dowódcom: 1 Armii, gen. Tamemoto Kuroki oraz 4 Armii, gen. Michitsura Nozu przejście do operacji zaczepnych. W rejonie wsi Gangyaoling (chiń. 缸窑岭) armia Nozu zmusiła do wycofania z zajmowanych pozycji korpus gen. M. I. Zasulicza.
W walkach na przełęczy Yangziling armia Kuroki uderzyła na Oddział Wschodni w sile ok. 25 tys. żołnierzy (trzy pułki piechoty, pułk kozaków i trzy baterie artylerii) gen. Fiodora Kellera (zamienił przed bitwą gen. Zasulicza). W rejonie wsi Gangyaoling cały ciężar walk spadł na pułki: Kozłowski i Woroneskij. Jednak dowodzenie było mało skuteczne. Na 26 batalionów w składzie korpusu do walki wprowadzono 7, z 10 baterii artylerii tylko 2 prowadziły ogień. Na przełęczy Panling gen. Kuroki zastosował fortel, zakładając na buty żołnierzy słomiane sandały i bezszelestnie podszedł pod pozycje rosyjskie, okrążył je i zaatakował. Gen. Keller w takiej sytuacji uznał obronę za bezcelową i nakazał wycofanie wojsk w kierunku na Ximu. Jednak 31 lipca przyjął decyzję o wykonaniu kontrataku w celu przywrócenia utraconej przełęczy. W czasie prowadzonego z kolei kontrataku przez Japończyków gen. Keller zginął.
W walkach na przełęczy Yangziling Rosjanie stracili ok. 1800 żołnierzy (zabici i ranni) i 2 armaty oraz ok. 150 dostało się do niewoli. Japończycy stracili 40 oficerów i 906 żołnierzy niższych stopni. W walkach pod Gangyaoling Rosjanie stracili 60 oficerów, 1611 żołnierzy i 6 dział, Japończycy 35 oficerów, 822 żołnierzy.
Oddziały Zasulicza i N. P. Zarubajewa otrzymały rozkaz wycofania w rejon Haicheng. Walki pod Dashiqiao, Gangyaoling i przełęczy Yangziling znaczyły wycofanie wojsk rosyjskich z Południowej Mandżurii, wyjście z rejonów górzystych. Wojska wycofywano w przygotowany przez trzy miesiące rejon Liaoyang, gdzie gen. Aleksiej Kuropatkin postanowił wydać decydującą bitwę w wojnie rosyjsko-japońskiej.